# Falsk klotterlav
Falsk klotterlav (Poeltinula interjecta) är en lavart som först beskrevs av William Allport Leighton, och fick sitt nu gällande namn av Joseph (Josef) Hafellner. Falsk klotterlav ingår i släktet Poeltinula, och familjen Rhizocarpaceae. Enligt den svenska rödlistan 2010 var arten nationellt utdöd i Sverige, men arten omvärderades vid rödlistningen 2015 och fick statusen akut hotad (CR). Arten har tidigare förekommit i Götaland och Svealand. Den är i Sverige känd från tre lokaler i landet: en i Skåne (1871) och två i Värmland (1953, 1961). Den skånska lokalen är dåligt angiven och det finns i området en hel del lämpliga lokaler där arten skulle kunna finnas kvar. Den är svårinventerad och lätt att förbise och det är alltjämt osäkert om den finns kvar i Sverige. Utanför Sverige är arten känd från några lokaler i Wales och Skottland.
Artens livsmiljö är skogslandskap.